# Stockholms örlogsstation

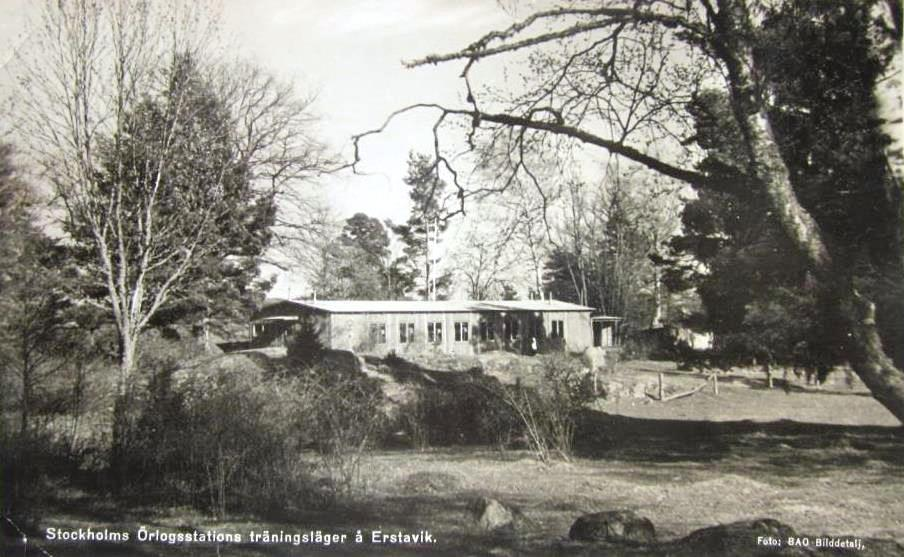
Stockholms örlogsstations träningsläger vid Erstavik

Stockholms örlogsstation (ÖSS) med tillhörande örlogsvarv omfattade Skeppsholmen och Kastellholmen samt Galärvarvet på Djurgården.
En skeppsgård flyttades på 1550-talet från slottet Tre Kronor till Blasieholmen mot Nybroviken. På 1640-talet började ett nytt varv att anläggas på Skeppsholmen.
Det första förslaget om förflyttning av Stockholms örlogsstation togs upp till behandling 1863. Den sista utredningen i ärendet avslutades 1951 och innebar att Stockholms örlogsstation skulle flyttas till Berga örlogsskolor vid Hårsfjärden (dit utbildningsverksamheten varit utlokaliserad sedan 1944) och örlogsvarvet till Muskö. En proposition om detta avgavs till 1953 års riksdag. Stockholms örlogsstation upphörde formellt 1955 till förmån för Hårsfjärdens örlogsstation.
Örlogsstationen hade ett träningsläger vid Erstavik.

## Chefer
För tidigare chefer, se Holmamiral.

- 1825–1843 - Carl Fredrik Coyet
- 1843–1850 - Nils Johan Fischerström
- 1850– Claes Samuel Annerstedt
- 1863–1866 - Johan Lilliehöök af Fårdala
- 1866–1889 - Jacob Reinhold Lagercrantz
- 1889–1892 - Philip Virgin
- 1892–1897 - Georg Nathanael af Klercker
- 1897–1903 - Fredrik Lennman
- 1903–1905 - Carl Olsen
- 1905–1905 - Otto Lindbom
- 1905–1910 - Louis Palander
- 1910–1916 - Carl August Ehrensvärd
- 1916–1923 - Wilhelm Dyrssen
- 1923–1925 - Alarik Wachtmeister
- 1925–1933 - Fredrik Riben
- 1933–1936 - Charles de Champs
- 1936–1937 - Claës Lindsström
- 1937–1938 - Halvar Söderbaum
- 1938–1943 - Göran Wahlström
- 1943–1946 - Alarik Wachtmeister
- 1946–1953 - Torsten Hagman
- 1953–1955 - Torsten Berling

## Namn och beteckning
| Beteckning | Namn                     | Aktiv     | Anmärkning |
| ---------- | ------------------------ | --------- | ---------- |
|            | Stockholmseskadern       | ????–1824 |            |
|            | Stockholms station       | 1824–1937 |            |
| ÖSS        | Stockholms örlogsstation | 1937–1955 |            |